# إنغريد فيسر (عالمة الأحياء)
إنغريد ناتاشا فيسر بالإنجليزية Ingrid Natasha Visser (ولدت في 20 فبراير 1966 في لور هوت، ولينغتون، نيوزيلندا) هي عالمة الأحياء البحرية الذي تدرس حياة وسلوك الطبيعي للحوت القاتل (الأُوركة). وهي تقدم بانتظام المحاضرات حول الموضوع الأوركة على متن السفن السياحية، وخاصة في القارة القطبية الجنوبية، وقد ظهرت في العديد من الأفلام الوثائقية حول الحيتان القاتلة.

## النشأة
كان والد فيسر من المهاجرين الهولنديين الذين جاءوا إلى نيوزيلندا في 1950م. وتم تأميمهما على أنهم من النيوزيلنديين بعد ولادتها. ولدى فيسر شقيقة واحدة أصغر منها تدعى (مونيك)، ولدت أيضا في نيوزيلندا، ويعيشون حاليا في أوكلاند، نيوزيلندا.
بين يونيو / حزيران 1982 ونوفمبر / تشرين الثاني 1986، أبحرت فيسر مع والديها وشقيقتها على متن يخت طوله 17 مترا (56 قدما)، في جميع أنحاء العالم. وغطت الرحلة أكثر من 50000 ميل بحري (93000 كم) وزارت أكثر من 40 بلدا.

## التعليم
تحمل فيسر ثلاث درجات جامعية: بكالوريوس العلوم (جامعة ماسي)، ودرجة الماجستير في العلوم، ودكتوراه في الفلسفة (جامعة أوكلاند). وقد عملت فيسر على دراسة أوركا (أوركا أورسينوس، المعروف أيضا باسم الحيتان القاتلة) منذ عام 1992، وأكملت الدكتوراه في عام 2000، أول دراسة علمية من لحيتان الأُوركة (الحيتان القاتلة) في المياه نيوزيلندا.

## أعمال علمية
وقد نشرت أبحاثها عن أوركا في المجلات العلمية الدولية، منذ عام 1998، والعديد من هذه المنشورات متاحة على موقع صندوق أبحاث أوركا.
وفي عام 2002، كان لبحث فيسر دور أساسي في إعادة تصنيف حكومة نيوزيلندا ل «أوركا نيوزيلندا» وهي «المشتركة» في نظام تصنيف التهديدات في نيوزيلندا إلى «الحرجة على الصعيد الوطني». وهذا هو الوضع المكافئ «للخطر المهددة بشدة» في قائمة البيانات الحمراء المعترف بها دوليا للاتحاد الدولي لحفظ الطبيعة والموارد الطبيعية.

## المنشورات
وقد نشرت العديد من المقالات الشعبية وصورها ظهرت في مجلات مثل ناشيونال جيوغرافيك، بي بي سي الحياة البرية، نيوزيلندا جيوغرافيك وموسوعة نيوزيلندا.
وقد أنشأة فيسر صندوق أبحاث أوركا، وكتاب «تحديد هوية الحوت القطبي في القطب الجنوبي»، وكانت أحد مؤسسي المنظمات غير الربحية للبحوث في بونتا نورت أوركا التي تركز جميعها على أبحاث أوركا. كما قامت بتأسيس مؤسسة أوركا لتسهيل جمع الأموال وتوعية الجمهور.
وقد كتبت فيسر السيرتها الذاتية، تحت عنوان «السباحة مع أوركا».، الذي كان نهائي في فئة البيئة من جوائز مونتانا كتاب نيوزيلندا، وكتبين للأطفال («أنا أحب الحيتان القاتلة» و«أوركا»). وقد ترجمت الأخيرة إلى اللغة الماورية، وهي حاليا مطبعة بوصفها منشورا بالانكليزية / الإسبانية بلغتين.
فيسر تعمل كدليل على مجموعة متنوعة من مغامرات السياحة البيئية، من السباحة مع الحيتان إلى زيارة القارة القطبية الجنوبية. وهي أيضا متحدثة عامة.

## أعمال أخرى
فيسر هي عضو في فرع أستراليا ونيوزيلندا من نادي المستكشفين وتستمر في السفر عبر العالم بحثا عن أوركا. وقد نشرت أول مخطوطة لأجهزة بابوا غينيا الجديدة، وتعود بانتظام إلى منتجع واليندي بلانتاتيون لإجراء البحوث الميدانية هناك كما أنها تلعب دورا حاسما في جهود مؤسسة مورغان الحرة لتحرير أوركا الأسير مورغان وظهر في المحكمة في هولندا فيما يتعلق بجهود الإفراج عن مورغان.
في سبتمبر 2010، شاركت في تأسيس الإنقاذ الحوت، وهي منظمة من المتطوعين الذين يقدمون الخبرة اللوجستية والعملية والمعدات اللازمة لإنقاذ الحيتانيات.

## الأفلام وثائقية
ظهرت فيسر وساهمت في الأفلام الوثائقية التي تضم بحثها حول أوركا. يسرد المعهد قاعدة بيانات الأفلام على الإنترنت (IMDb) بعض أعمالها:
- قناة ديسكفري[11]
- كوكب الحيوان برنامج ونتامد وأونكوت: هجوم الحيتان القاتلة على الفقمة
- قناة بي بي إس (PBS)[12]
- جان ميشيل كوستو نداء الحوت القاتل
- بي بي سي الثانية[11]

«المرأة التي تسبح مع الحيتان القاتلة» (2011-2012).

## روابط خارجية
- إنغريد فيسر على موقع IMDb (الإنجليزية)